# Magnolia boliviana
Magnolia boliviana — вічнозелене дерево з родини Магнолієві, що походить із тропічних лісів передгір'їв східних Анд в Болівії.

## Опис
Magnolia boliviana — дерево заввишки до 30 м зі стовбуром до 50–75 см завтовшки. Листки гладкі, яйцеподібно-еліптичні, 12–29 см завдовжки і 7,5–12 см завширшки. Квітки мають 6 оберненояйцеподібних білих пелюсток приблизно. 6 см завдовжки; яйцеподібний плід може сягати 11–14 см завдовжки. Дерево має локальну назву гранаділла .

## Поширення
У Болівії в тропічних лісах на висотах від 200 до 500 метрів. Повідомляється, що даний вид росте в Національному парку Ісіборо, Національному парку Арройо-Негро та Національному парку Мадіді.

## Збереження
МСОП присвоїв виду статус загроза зникнення. Йому загрожує втрата середовища існування через заготівлю деревини та вирубування лісів під плантації коки.